# Hennie Kuiper

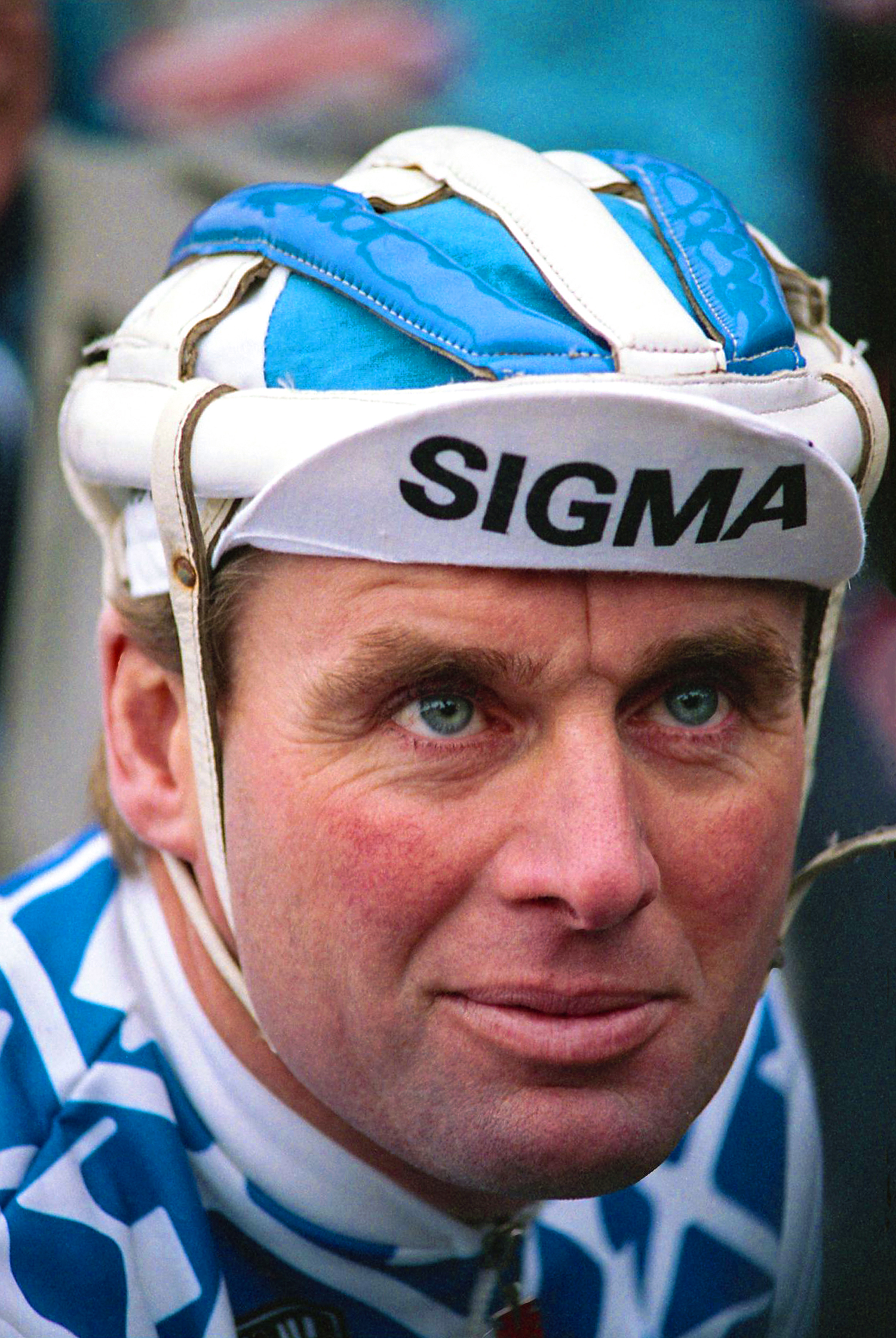
Hennie Kuiper (1988)

Hendrikus Andreas Kuiper (* 3. Februar 1949 in Noord Deurningen) ist ein ehemaliger niederländischer Radrennfahrer.
Kuiper kam in unmittelbarer Nähe der deutsch-niederländischen Grenze am Nordhorn-Almelo-Kanal zur Welt, wo die Eltern einen Bauernhof bewirtschafteten. Mit 13 Jahren begann er mit dem Radsport, nachdem er durch eisernes Sparen ein eigenes Rennrad hatte kaufen können. Er ist ausgebildeter Maschinenbauer.
Kuipertje, wie er wegen seiner schmächtigen Figur genannt wurde, war bei den Olympischen Sommerspielen 1972 in München lediglich für das Mannschaftszeitfahren vorgesehen, mit dem er den dritten Platz erreichte. Die Bronzemedaille wurde der niederländischen Mannschaft indes wegen eines Dopingfalls aberkannt. Nach dem Ausfall eines anderen Fahrers wurde er kurzfristig auch für das olympische Straßenrennen nominiert, in dem er die Goldmedaille gewann. Die 182,4 Kilometer bewältigte er in 4:14,37 Stunden. Da von 1972 bis 1992 jeweils die Straßenrennen bei den Olympischen Spielen als Amateur-Weltmeisterschaften galten, ist er damit auch Amateur-Weltmeister des Jahres 1972.
Im selben Jahr gewann er das britische Milk Race.
Nach diesem überraschenden Triumph wechselte er in das Profilager zum deutschen Team Rokado und wurde 1975 Profi-Weltmeister. 1976 gewann er die Tour de Suisse, 1977 und 1980 wurde er jeweils Zweiter der Tour de France. Kuiper, ein ruhiger und zurückhaltender Typ, konnte auch einige Klassiker für sich entscheiden, wie 1983 Paris–Roubaix und 1985 – im Alter von 36 Jahren – den Frühjahrsklassiker Mailand–San Remo. 1974 gewann er den Großen Preis der Dortmunder Union-Brauerei und die Tour d’Indre-et-Loire.
1977 wurde er in den Niederlanden zum „Sportler des Jahres“ gewählt und 1988 zum Ritter im Orden von Oranje-Nassau geschlagen. In Oldenzaal ist eine Brücke nach ihm benannt, in seinem Heimatort Denekamp ein Fahrradtunnel. In Geulhem (Süd-Limburg) gibt es eine Hennie-Kuiper-Allee und auf dem Parcours des Klassikers Paris–Roubaix erinnert an der Stelle, an der Kuiper einst eine Reifenpanne hatte, ein Kunstwerk an das damals weltberühmte Foto dieser Panne. Sogar ein LINT-Dieseltriebwagen des Nahverkehrsunternehmens Keolis Nederland ist nach ihm benannt.
Nach seiner aktiven Laufbahn blieb Hennie Kuiper als Sportlicher Leiter dem Radsport verbunden. Bis 1996 war er Tourbegleiter; später war er unter anderem als Gäste- und Sponsorenbegleiter bei internationalen Radrennen tätig. Kuiper ist in zweiter Ehe verheiratet und lebt in Lonneker.
Das Rad, mit dem er Gold bei den Olympischen Spielen 1972 in München holte, kann man im Eiscafé De IJskuip in Noord Deurningen besichtigen.